# 소래도서관
소래도서관은 인천광역시 남동구 소재의 구립 도서관이다.

## 연혁
- 2011년 10월 소래도서관 준공
- 2011년 12월 소래도서관 홈페이지 구축
- 2012년 3월 27일 소래도서관 시범운영 실시
- 2012년 4월 24일 소래도서관 개관
- 2012년 6월 18일 미추홀외국어고등학교 간 MOU 체결
- 2012년 8월 29일 책 읽는 인천, 책 읽는 남동 독서릴레이 운동

## 이용 안내
이용 시간
- 어린이자료실(1층): 화~금요일 09:00 ~ 18:00 / 토·일요일 09:00 ~ 17:00
- 종합자료실, 정기간행물실, 노트북석(2층): 화~일요일 09:00 ~ 22:00
- 디지털자료실(3층): 화~일요일 09:00 ~ 18:00
- 자유열람실(3층): 화~일요일 06:00 ~ 22:00

휴관일
- 정기휴관일: 매주 월요일
- 국경일(국경일과 겹치는 토·일요일)
- 기타 도서관장이 정하는 임시휴관일